# BD Phoenicis
BD Phoenicis là một ngôi sao biến quang trong chòm sao Phượng hoàng (Phoenix). Từ các phép đo thị sai của tàu vũ trụ Gaia, nó nằm ở khoảng cách 256 năm ánh sáng (78 parsec) tính từ Trái đất. Cấp sao biểu kiến của nó được tính bằng 1,5.

## Miêu tả
BD Phoenicis là một ngôi sao Lambda Boötis, một loại ngôi sao kỳ dị có rất ít nguyên tố nặng gần sắt. Đặc biệt, BD Phoenicis có hàm lượng carbon và oxy gần như Mặt Trời, nhưng lượng sắt dồi dào của nó chỉ bằng 4% lượng sắt trên Mặt Trời. BD Phoenicis cũng là một sao biến quang của loại Delta Scuti, thay đổi cường độ biểu kiến của nó trong khoảng 5,90 đến 5,94. Một nghiên cứu về đường cong ánh sáng của nó đã phát hiện bảy chu kỳ dao động trong khoảng từ 50 đến 84 phút, giai đoạn mạnh nhất có chu kỳ 57 phút và biên độ 9 milli-độ. Xung là phổ biến giữa các ngôi sao Lambda Boötis và dường như phổ biến hơn so với các sao chuỗi chính thông thường có cùng loại quang phổ.
BD Phoenicis là một ngôi sao theo dãy chính loại A với loại phổ A1Va. Các mô hình tiến hóa của sao cho thấy nó nặng gấp đôi khối lượng Mặt Trời và có độ tuổi khoảng 800 triệu năm, và đã hoàn thành 83% vòng đời chính của nó. Nó đang tỏa ra 21 lần độ sáng của Mặt Trời từ quang quyển của nó ở nhiệt độ hiệu quả là 7800 K  BD Phoenicis có phổ tổng hợp cho biết nó là một sao đôi, nhưng hiện tại không có thông tin gì về sao đồng hành.
Các quan sát của Đài quan sát Kính thiên văn không gian Herschel đã phát hiện ra sự dư thừa hồng ngoại từ BD Phoenicis, cho thấy có một đĩa sao trong hệ thống này. Bằng cách mô hình hóa phát xạ dưới dạng vật thể đen, ước tính bụi có nhiệt độ 55±2 và ở khoảng cách 118±10 từ ngôi sao. Sự tồn tại của các mảnh vụn có thể liên quan đến hiện tượng Lambda Boötis.